# Dayal Pur
Dayal Pur è una suddivisione dell'India, classificata come census town, di 12.994 abitanti, situata nel distretto di Delhi Nord Est, nello territorio federato di Delhi. In base al numero di abitanti la città rientra nella classe IV (da 10.000 a 19.999 persone).

## Geografia fisica
La città è situata a 28° 43' 06 N e 77° 16' 11 E.

## Società

### Evoluzione demografica
Al censimento del 2001 la popolazione di Dayal Pur assommava a 12.994 persone, delle quali 7.039 maschi e 5.955 femmine. I bambini di età inferiore o uguale ai sei anni assommavano a 2.028, dei quali 1.129 maschi e 899 femmine. Infine, coloro che erano in grado di saper almeno leggere e scrivere erano 9.343, dei quali 5.548 maschi e 3.795 femmine.